# Корбевац
Корбевац, у старијим изворима и Корбујевац, је насељено место града Врања у Пчињском округу. Према попису из 2022. било је 567 становника; 2011. било је 664 становника; 2002. било је 711 становника (према попису из 1991. било је 668 становника).

## Демографија
У насељу Корбевац живи 485 пунолетних становника, а просечна старост становништва износи 45,65 година (45,17 код мушкараца и 46,15 код жена). У насељу има 184 домаћинстава, а просечан број чланова по домаћинству је 3,08.
Ово насеље је великим делом насељено Србима (према попису из 2022. године), а у последњем попису, примећен је пад у броју становника.
|  |

| Демографија | Демографија | Демографија |
| Година      | Становника  | Становника  |
| ----------- | ----------- | ----------- |
| 1948.       | 870         |             |
| 1953.       | 820         |             |
| 1961.       | 754         |             |
| 1971.       | 640         |             |
| 1981.       | 606         |             |
| 1991.       | 668         | 648         |
| 2002.       | 711         | 737         |

| Етнички састав према попису из 2002.‍ | Етнички састав према попису из 2002.‍ | Етнички састав према попису из 2002.‍ | Етнички састав према попису из 2002.‍ | Етнички састав према попису из 2002.‍ |
| ------------------------------------ | ------------------------------------ | ------------------------------------ | ------------------------------------ | ------------------------------------ |
|                                      |                                      |                                      |                                      |                                      |
| Срби                                 | Срби                                 |                                      | 708                                  | 99,57%                               |
| Македонци                            | Македонци                            |                                      | 2                                    | 0,28%                                |
| непознато                            | непознато                            |                                      | 0                                    | 0,0%                                 |

| Година пописа     | 1948. | 1953. | 1961. | 1971. | 1981. | 1991. | 2002. |
| ----------------- | ----- | ----- | ----- | ----- | ----- | ----- | ----- |
| Број домаћинстава | 163   | 159   | 167   | 166   | 166   | 199   | 202   |

| Број чланова      | 1  | 2  | 3  | 4  | 5  | 6  | 7 | 8 | 9 | 10 и више | Просек |
| ----------------- | -- | -- | -- | -- | -- | -- | - | - | - | --------- | ------ |
| Број домаћинстава | 27 | 47 | 25 | 44 | 28 | 21 | 7 | 3 | 0 | 0         | 3,52   |

| Пол    | Укупно | Неожењен/Неудата | Ожењен/Удата | Удовац/Удовица | Разведен/Разведена | Непознато |
| ------ | ------ | ---------------- | ------------ | -------------- | ------------------ | --------- |
| Мушки  | 290    | 77               | 197          | 11             | 5                  | 0         |
| Женски | 303    | 60               | 199          | 38             | 6                  | 0         |
| УКУПНО | 593    | 137              | 396          | 49             | 11                 | 0         |

| Пол    | Укупно                    | Пољопривреда, лов и шумарство | Рибарство                            | Вађење руде и камена | Прерађивачка индустрија       |
| ------ | ------------------------- | ----------------------------- | ------------------------------------ | -------------------- | ----------------------------- |
| Мушки  | 161                       | 25                            | 0                                    | 9                    | 43                            |
| Женски | 110                       | 29                            | 0                                    | 2                    | 48                            |
| УКУПНО | 271                       | 54                            | 0                                    | 11                   | 91                            |
| Пол    | Производња и снабдевање   | Грађевинарство                | Трговина                             | Хотели и ресторани   | Саобраћај, складиштење и везе |
| Мушки  | 1                         | 12                            | 26                                   | 2                    | 20                            |
| Женски | 0                         | 0                             | 11                                   | 4                    | 0                             |
| УКУПНО | 1                         | 12                            | 37                                   | 6                    | 20                            |
| Пол    | Финансијско посредовање   | Некретнине                    | Државна управа и одбрана             | Образовање           | Здравствени и социјални рад   |
| Мушки  | 0                         | 1                             | 12                                   | 3                    | 1                             |
| Женски | 0                         | 0                             | 0                                    | 3                    | 6                             |
| УКУПНО | 0                         | 1                             | 12                                   | 6                    | 7                             |
| Пол    | Остале услужне активности | Приватна домаћинства          | Екстериторијалне организације и тела | Непознато            | Непознато                     |
| Мушки  | 2                         | 0                             | 0                                    | 4                    | 4                             |
| Женски | 1                         | 0                             | 0                                    | 6                    | 6                             |
| УКУПНО | 3                         | 0                             | 0                                    | 10                   | 10                            |